# Swanky Tunes
Swanky Tunes es un trío de música electrónica oriundo de Smolensk, Rusia. Está integrado por Vadim Shpak, Dmitry Burykin, y Stanislav Zaytsev. Actualmente están en el puesto número 71 del top 100 Djs de DjMag 2018.

## Biografía
El grupo se formó en 1998, experimentando con diferentes estilos electrónicos en busca de su propio sonido. Al principio, había sonidos techno mezclados con sintetizadores vintage. Luego el grupo mutó hacía un sonido claramente influenciado por el Big beat. Actualmente, algunos toques de techno, electro de los '80, y el progressive house contemporáneo, complementan su sonido. En sus comienzos, la banda llevaba un nombre en ruso, pero en 1999 decidieron adaptarlo al idioma inglés, ya que sería un nombre más accesible para el mercado.
Su álbum debut Streamline, fue lanzado en el 2006 por el sello discográfico ruso Uplifto Records.
En 2006 y 2007, fueron nombrados "Mejor Grupo Musical" en los Premios de Música Dance de Rusia. Actualmente ocupan el puesto #14 entre los 100 mejores DJs de Rusia.
A nivel internacional, sus producciones y remixes han sido lanzados por sellos de la talla de Mixmash, Spinnin' Records, Refune, Size, Wall, Musical Freedom y Doorn Records. Además contaron con el respaldo de grandes referentes de la música electrónica como Tiësto, David Guetta, Sander Van Doorn, Swedish House Mafia, Laidback Luke, Dirty South y Avicii, entre otros.
Muy a menudo, lanzan producciones en colaboración de Hard Rock Sofa, otro trío musical ruso, cuyo uno de sus integrantes, Alexander Shapovalov es primo de un miembro de Swanky Tunes, Vadim Shpak. En 2011, ambas agrupaciones, lanzaron una versión electrónica de la canción de The Stooges, "I Wanna Be Your Dog". En ese mismo año, colaboraron con el productor holandés R3hab en la canción "Sending My Love", con las voces de Max'C. En 2012, colaboraron con el renombrado DJ y productor Tiësto, en la producción "Make Some Noise", incluida en el compilado del holandés, Club Life: Volume Two Miami.
En septiembre de 2012, lanzan su propia discográfica Showland, respaldado por el sello holandés Spinnin’ Records, siendo su primer lanzamiento, el sencillo "Blood Rush".

## Discografía

### Álbumes
Álbumes de estudio
- 2006: Streamline [Uplifto Records]

Compilaciones
- 2009: All About Us [TME]

### Sencillos
- 2006: "The Game/Life Focus"
- 2006: "Streamline/Times"
- 2006: "Digital EP"
- 2006: "No More Fear"
- 2007: "I Am Love EP"
- 2007: "Ever You"
- 2007: "No More Fear" (inc. Klaas, Atrocite remixes)
- 2008: "Respect"
- 2009: "Zodiac"
- 2009: "Old Skool"
- 2009: "Get Up And Shout"
- 2009: "Collayder"
- 2009: "Nano"
- 2009: "Hyperspace / Indigo"
- 2009: "Harmony of Life"
- 2009: "Equilibrium"
- 2009: "Perseus / Cassiopeia"
- 2009: "Venture (incl. David Tort Edit)
- 2009: "The Prophecy" (incl. Leventina Remix)
- 2010: "Rave-O-Phonic" (incl. David Tort Re-Work)
- 2010: "Waves" [Housessesions Récords]
- 2010: "Select Start" [Free Download]
- 2010: "Across The Light" [Mixmash Récords]
- 2010: "Rhea" (con Hard Rock Sofa)[Good Music Selection]
- 2011: "Oh Yeah/Skyquake" [Spinnin' Récords]
- 2011: "Avalon" [Refune Music]
- 2011: "Together" (con Mr. V.I.) [Mixmash Récords]
- 2011: "Their Law" [Spinnin' Récords]
- 2011: "Feedback" [Spinnin Récords]
- 2011: "XOXO" [Spinnin Récords]
- 2011: "Steam Gun" (con Hard Rock Sofa) [Free Download]
- 2011: "Phantom" (con Hard Rock Sofa) [Free Download]
- 2011: "Thank You/Labyrinth" (con Hard Rock Sofa) [Free Download]
- 2011: "Smolengrad/United" (con Hard Rock Sofa) [Size Récords]
- 2011: "I Wanna Be Your Dog" (con Hard Rock Sofa) [Doorn Récords]
- 2011: "Sending My Love" (con R3hab) [Wall Records]
- 2012: "The Legend" (con Matisse & Sadko) [Refune Music]
- 2012: "Apogee" (con Hard Rock Sofa) [Spinnin Récords]
- 2012: "Make Some Noise" (con Tiësto & Ben McInerney) [Musical Freedom]
- 2012: "The Edge" (con Hard Rock Sofa) [Wall Récords]
- 2012: "Here We Go" (con Hard Rock Sofa) [Axtone Records]
- 2012: "Blood Rush" [Spinnin Récords]
- 2012: "Chemistry (Turn the Flame Higher)" (con Hard Rock Sofa, Matisse & Sadko) [Spinnin Récords]
- 2012: "No One Knows Who We Are" (Kaskade & Swanky Tunes Feat. Lights) [Zouk Records]
- 2013: "You Are Like Nobody Else" (Swanky Tunes & Peking Duk feat. James Mcnally) [Spinnin Récords]
- 2013: "We Know"  (Swanky Tunes, DVBBS & Eitro) [Spinnin Récords]
- 2013: "Stop In My Mind" (con Hard Rock Sofa) [Spinnin Récords]
- 2013: "Scratch" [Spinnin Récords]
- 2013: "Jump, Shout, Make It Loud" [Spinnin Récords]
- 2014: "Full House" [Spinnin Récords]
- 2014: "Pump" [Spinnin Récords]
- 2014: "Get Down" (con Vigel) [Doorn Records]
- 2014: "Fire In Our Hearts" (Feat. C. Todd Nielsen) [Revealed Recordings]
- 2014: "Fix Me" (feat RAIGN) [Flamingo Records]
- 2015: «Wherever U Go (con Pete Wilde)» [Armada Trice]
- 2015: "LOV3" [Armada Trice]
- 2015: "Come Togheter" [Armada Trice]
- 2015: "Last Goodbye" (con Tom Swoon) [Ultra Music]
- 2015: "Far From Home" (Con Going Deeper) [Aranada Trice]
- 2015: «The Blitz (con Sunstars)» [Wall Récords]
- 2015: "I Need You" (Con Playmore) [Doorn Récords]
- 2015: "Skin & Bones" (feat. Christian Burns) [Armada Trice]
- 2015: "At The End Of The Night" (Con Arston & C. Todd Nielsen) [Armada Trice]
- 2016: "Out Of Gravity" (Con Yves V) [Showland] [Armada Music]
- 2016: "Give It" [Showland] [Armada Music]
- 2016: "Entertain Us" (Con Far East Movement) [DIM MAK]
- 2016: "Drownin'" (Con Going Deeper) [Showland]
- 2016: "Treble To The Bass (Lov3)" (Con Shimmr) [Showland]
- 2016: "One World" (Con Dropgun & RAIGN) [Armada Music]
- 2016: "You (con Tom Reason) [Showland]
- 2016: "Be Okay" (con Going Deeper feat. Booghse) [Showland]
- 2017: "Yesterday" [Showland]
- 2017: "I'Wont Be Alone" (con Daishi Dance & DJ TORA) [Showland]
- 2017: "Chipa-Lipa" (con The Parakit) [Showland]
- 2017: "Day Dreaming" (con Going Deeper feat. Tom Baley) [Showland]
- 2017: "Time" (con Going Deeper) [HEXAGON]
- 2018: "Superhero" (feat. Neenah)
- 2018: "Drop It" [Spinnin' Records]
- 2018: "Rooftop Party" (con Dirtcaps) [Revealed Recordings]
- 2018: "In The Club" [HEXAGON]
- 2018: "Colusion" (con Morgan Page) [Armada Music]
- 2019: "Big Love To The Bass" [Fonk Recordings]
- 2019: "Virus" [Protocol Recordings]
- 2019: "Game Time" (con NSSND y Lex Blaze) [Protocol Recordings]
- 2019: "Supersonic" (feat. Christian Burns) [Spinnin' Records]
- 2020: "Poison" [Fonk Recordings]
- 2020: "Own The Night" (con Jac & Harri) [Revealed Recordings]
- 2021: "Drown" (con Toby Callum) [Revealed Recordings]

### Remixes
2014:
- Steve Forest - Tatanka (Swanky Tunes Edit)

2013:
- Zedd feat. Foxes – Clarity

2012:
- Filatov – Back in the Love
- Pat-Rich – 1990
- Matchbox Twenty – Put Your Hands Up
- Calvin Harris – Let's Go (Swanky Tunes & Hard Rock Sofa Remix)
- Tonite Only – Go
- Sebastian Ingrosso & Alesso feat. Ryan Tedder – Calling (Lose My Mind) (R3hab & Swanky Tunes Remix)
- Doman & Gooding – Hit Me With the Lights
- Laidback Luke, Arno Cost & Norman Doray – Trilogy

2011:
- Yves Larock & The Cruzaders – If You're Lonely
- Kaskade feat. Mindy Gledhill – Eyes
- Dada Life – Happy Violence
- Tiësto – Maximal Crazy (R3hab & Swanky Tunes Remix)
- Danny Dove – Trust Me
- The Cruzaders & Dirty Basics Feat. Shawnee Taylor – I'll Be There
- Chris Montana & Chris Bekker – TrIBIZA
- Junior Sánchez Ft. Karmen – I Believe In
- Vengerov – Kazantip Intro (Swanky Tunes & Hard Rock Sofa Remix)
- Robbie Rivera Feat. Ana Criado – The Sound of the Times
- Goodluck – Hop On Hop Off
- Jus Jack – Clap Your Hands
- Brown Sugar & Kid Shakers ft. LT Brown – It's My Life
- Mark Simmons & Tom Geiss – Dream On
- Hard Rock Sofa – New Philosophy
- Jus Jack – Feel the Love
- Steve Forest Vs. Chriss Ortega feat. Marcus Pearson – Close to Me
- Flash Brothers feat. Casey Barnes – Don't Stop

2010:
- Laidback Luke feat. Jonathan Mendelsohn – Timebomb
- Steve Forest, Laera & Nicola Fasano feat. Chandler Pereira – Jolly Roger Symphony
- Steve Forest Vs. X-Static – I'm Standing
- Stafford Brothers & Jason Herd Feat. Ollie James – Can't Stop What We Started
- Matthew Codek & José De Mara – Forever Loved
- Dion Mavath – Let You Know
- Lock N Load – Blow Ya Mind 2010
- Muzikjunki – All The Time
- DJ She Vs. Vladimir Topalov – Satisfied
- Josh The Funky 1 feat. Corey Andrew – Alright
- Gio di Leva, Christian Cheval & Nello Simioli – "Gaya - Adiemus"
- Hard Rock Sofa – Live Today
- Nike Borzov – Radovatsya
- Antonio Falcone – Now That We Found Love
- Nicola Fasano Vs. Frank O' Moiraghi – Feel My Body
- Incognet & Jeter Avio Ft. Natasha Yakovleva – Something
- Algorhythm feat. Gosha – U Can
- Moussa Clarke, John Ashby – And The Beat Goes On
- Peter Brown – I'll House U
- Tune Brothers feat. Anthony Locks – I Like It 2010

2009:
- Hard Rock Sofa – Barely Holding On
- The Nycer Feat. Otneall Prise – Who Let the Dogs Out
- Hard Rock Sofa – Let Me Go
- Simon de Jano – Sunshine
- Steve Forest – Eléctrica Salsa (Baba Baba)
- Lika Star – Одинокая Луна 2009
- Jorge Martin S. – Tuturara
- Artego – Summer Bang
- DJ Lvov & NewZhilla & YoU-PiteR Vs. Vadykay – No Matter
- Haji & Emanuel feat Roachford – In The Moment
- Alex Vives – The Dangerous Man
- Ludvig Holm & Niklas Gustavsson – Ripple
- 2 The Rhythm – Everybody (In the Club)
- Cherry Lips & Marcus Firelli – 2 Stars
- Beltek – Monstrum
- Max Creative & DJ Cross – Rock This
- Topspin, Andy Fink & Matuss – Modena
- Huggy & Dean Newton – Indian Summer

2008:
- DJ Grad – Free Your Mind
- Haji & Emanuel Feat. Beverley Knight & Bryan Chambers – The Pressure
- Sparta & Pinups Feat Leah Rhodes – Red Hot Lady
- Treat Brothers & Drive Dealers feat. Satory Seine – Addiction

2007:
- T.A.K. Project – Hippy Punk
- Ibiza Dogs – Boogie Nights
- Katya Chehova – Версия 1.0 / По Проводам

2006:
- R-Tem Feat. Ben Lost – Green & Red
- DJ Grad – Piano 99

2003:
- D-Pulse – I Saw Meteor From Eiffel Tower (Swanky Tunes Superguitar Club Mix)

## Ranking DJmag
| DJ           | 2015 | 2016 | 2017 | 2018 |
| ------------ | ---- | ---- | ---- | ---- |
| Swanky Tunes | 97°  | 27°  | 99°  | 71°  |